# Рахва Хяэль
«Ра́хва хя́эль» (эст. Rahva Hääl — «Голос народа») — ежедневная общественно-политическая газета на эстонском языке, орган ЦК Коммунистической партии Эстонии, Совета Министров Эстонской ССР, издававшаяся в 1940 — 1995 годах. Была наиболее влиятельным эстонским изданием, фактически — главной газетой республики.

## История газеты
Газета «Рахва Хяэль» появилась на свет 22 июня 1940 года в результате национализации и переименования выходившей с 1935 года газеты «Уус Ээсти» (эст. Uus Eesti — «Новая Эстония»).
Во время Великой Отечественной войны, после отступления советских войск из Эстонии, выпуск газеты «Рахва Хяэль» (тиражом 25 тыс. экз.) был продолжен на территории РСФСР в соответствии с приказом наркомата обороны «О газетах для населения оккупированных советских областей». Газета предназначалась для населения оккупированных территорий Эстонской ССР, солдат и офицеров 8-го Эстонского стрелкового корпуса Красной Армии, а также эвакуированных из Эстонии во внутренние районы СССР гражданских лиц. Также в качестве приложения к газете в это время издавался сатирический журнал «Pikker». Главным редактором газеты и журнала в этот период был Иоосеп Саат.
Во времена пребывания Эстонии в составе СССР (1940—1991) «Рахва Хяэль» была печатным органом Совета Министров Эстонской ССР и Центрального Комитета Коммунистической партии Эстонии. В 1955—1981 годах ответственным редактором газеты работал Август Сааремяги.
В 1971 году коллектив газеты был награждён Орденом Трудового Красного Знамени..
В 1974 году газета имела тираж 148 тыс. экземпляров.
В 1990 году газета имела ежедневный тираж 197 тысяч экземпляров, упавший к 1995 году до 24 304.
После восстановления государственной независимости Эстонии в 1991 году газета долгое время оставалась в государственной собственности. Незадолго до того, как 30 июня 1994 года со второй попытки газета была приватизирована компанией AS Maag, бывшей посредником в скандально-известной сделке по продаже полученных в ходе денежной реформы 1992 года советских рублей Чеченской Республике, коллектив редакции в полном составе уволился и начал выпускать новую газету «Э́эсти Сы́нумид» (эст. Eesti Sõnumid — «Эстонские известия»).
Газета прекратила выходить после того, как 5 июня 1995 года была объединена с издававшейся с 1993 года «Хо́ммикулехт» (эст. Hommikuleht — «Утренняя газета») и «Пя́эвалехт» (эст. Päevaleht — «Дневная газета», до 1990 года называлась «Ноорте Хяэль» (эст. Noorte Hääl — «Голос молодёжи»). В результате слияния трёх газет на свет появилось новое ежедневное издание — «Ээсти Пяэвалехт» (эст. Eesti Päevaleht — «Эстонская дневная газета»).

### Судьба коллектива редакции
Издаваемая бывшими в прошлом журналистами «Рахва Хяэль» газета «Ээсти Сынумид» прекратила своё существование после того, как 29 сентября 1995 года новые владельцы издания объединили его с «Ээсти Пяэвалехт». Коллектив редакции «Ээсти Сынумид», не пожелав сотрудничать с совладельцами «Ээсти Пяэвалехт», в прошлом приватизировавшими «Рахва Хяэль» и вынудившими их уволиться, основал новую газету «Сы́нумилехт» (эст. Sõnumileht — «Газета известий»). 3 июля 2000 года в результате объединения «Сынумилехт» с издаваемой с 1944 года газетой «Ы́хтулехт» (эст. Õhtuleht — «Вечерняя газета») на свет появилось новое ежедневное печатное издание — «СЛ Ыхтулехт» (эст. SL Õhtuleht).
6 октября 2008 года газета «СЛ Ыхтулехт», в которой продолжали работать бывшие журналисты «Рахва Хяэль», стала выходить под названием «Ыхтулехт».